# Nabiedrennik

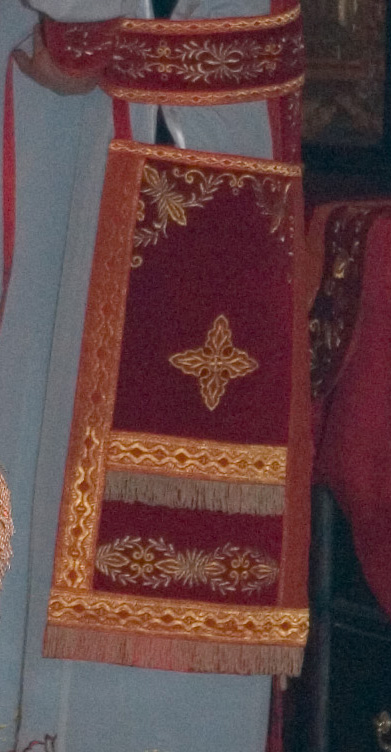
Nabiedrennik

Nabiedrennik – prawosławna szata liturgiczna.
Nabiedrennik w kształcie prostokątnej chusty, nakładany na prawe biodro, podobnie jak Palica symbolizuje miecz duchowy (Słowo Boże), przyznawany jako nagroda za wieloletnią służbę kapłańską.
Podczas nakładania nabiedrennika kapłan odmawia modlitwę:
Przypasz miecz Twój na biodro Twoje, Najmocniejszy, abyś był piękny i wspaniały. Przygotuj się, działaj pomyślnie i króluj dla prawdy, cichości i sprawiedliwości i poprowadzi Cię cudownie prawica Twoja, w każdym czasie, teraz i zawsze, i na wieki wieków. Amen.